# Synchiropus rosulentus
Synchiropus rosulentus és una espècie de peix de la família dels cal·lionímids i de l'ordre dels perciformes.

## Morfologia
- Els mascles poden assolir 2,2 cm de longitud total.[4]

## Hàbitat
És un peix marí, de clima tropical i associat als esculls de corall que viu entre 5-24 m de fondària.

## Distribució geogràfica
Es troba a les Illes Hawaii i l'Illa Johnston.

## Observacions
És inofensiu per als humans.